# Hauke-Haien-Kog
Hauke-Haien-Kog (tysk: Hauke-Haien-Koog) er en cirka 1.200 hektar stor kog i Nordfrisland. Kogen blev inddiget i årene 1958 til 1960 og opkaldt efter titelfiguren i Theodor Storms novelle Skimmelrytteren. Kogen befinder sig vest for Bredsted. Øst for kogen ligger færgehavnen Slutsil. Kogens dige er 7 kilometer langt og 136 meter bredt i basis.
Kun 500 hektar ud af et areal på 1200 hektar fik anvendelse som landbrugsområde. Den største del danner et stort vandreservoir. Reservoiret bliver efterhånden til et enestående fuglefristed, som har stor betydning som rasteplads for trækfugle og som rugeplads for klyder, præstekraver og terner.
Planen om at oprette kogen opstod efter flere brud i områdets ådiger. I 1947 var for eksempel sluserne ved Bongsil lukket af tæt pakis i flere dage, så digerne blev gennembrudt, og en kog i nærheden blev oversvømmet. Ideen var nu at lave et stort reservoir, der kunne opsamle åvandet uden for de eksisterende diger.